# Otto Mänchen-Helfen
Otto John Mänchen-Helfen (Bécs, 1894. július 26. – Berkeley, Kalifornia, 1969. január 29.) osztrák–amerikai ókortörténész, sinológus.

## Pályafutása
Érettségi után a Bécsi Egyetemen kezdett tanulni. 1914-től a háború végéig a hadseregben szolgált, utána folytatta tanulmányait Bécsben. Göteborgban és Lipcsében sinológiát, etnológiát, művészettörténetet és régészetet tanult. Lipcsében doktorált 1923-ban August Conrady sinológusnál. 1927-ig Bécsben élt független tudományos kutatóként. 1927–29-ben a moszkvai Marx-Engels Intézet szociológia és etnográfia osztályát vezette, bár nem volt tagja a kommunista pártnak. 1929-ben ő volt az első nem orosz nemzetiségű tudós, aki kutató útra indulhatott az akkor szinte megközelíthetetlen Közép-Ázsiába, a Tuvai Népköztársaságba. Járt Mongóliában, Nepálban, Kasmírban és Afganisztánban. 
1930/33-ban Berlinben doktorált, de politikai okok miatt nem taníthatott. 1933-ban német nyelvre fordította Borisz Ivanovics Nyikolajevszkij mensevik történész Karl és Jenny Marx című életrajzát. Bécsben újra doktorálhatott 1938-ban, de még ugyanabban az évben kivándorolt az Egyesült Államokba. Először óraadó volt, majd orientalisztikát tanított a Mills College-ban, Oaklandban, Kaliforniában. 1947-től nyugdíjazásáig Berkeley-ben tanított a Kaliforniai Egyetemen.
Kutatásának középpontjában az európai és ázsiai hunok birodalma állt. Latin, ógörög, orosz, kínai és japán nyelvtudása lehetővé tette, hogy komparatív filológiai tanulmányokat végezzen. A hunokról írt, a The World of the Huns: Studies in Their History and Culture hatalmas művének kéziratán dolgozott, amikor íróasztala mellett érte a halál. A Berkeley Egyetem egyik professzora adta ki a könyvet posztumusz, 1973-ban.  

## Válogatott művei
- Mänchen-Helfen, Otto (1931). Reise ins asiatische Tuwa. Berlin: Der Bücherkreis
- Mänchen-Helfen, Otto (1932). Rußland und der Sozialismus : von der Arbeitermacht zum Staatskapitalismus Berlin
- Maenchen-Helfen, Otto J. (1944-45a). Huns and Hsiung-Nu. Byzantion, vol. 17, pp. 222–243.
- Maenchen-Helfen, Otto J. (1944-45b). The Legend of the Origin of the Huns." Byzantion, vol. 17, pp. 244–251.
- Maenchen-Helfen, O. (1945). "The Yueh-chih Problem Re-examined." Journal of the American Oriental Society, vol. 65, p. 71-81.
- Maenchen-Helfen, O. (1951). "Manichaeans in Siberia." Semitic and Oriental Studies Presented to William Popper, ed. by Walter J. Fischel. University of California Publications in Semitic Philology, vol. 9. Berkeley: Univ. of California Press
- Maenchen-Helfen, Otto J. (1973). The World of the Huns: Studies in Their History and Culture. Ed. by Max Knight. Berkeley and Los Angeles: Univ. of California Press. ISBN 0-520-01596-7
- Maenchen-Helfen, Otto J. (1978). Die Welt der Hunnen: Eine Analyse ihrer historischen Dimension. Vienna, Cologne, and Graz: Hermann Böhlaus Nachf. (az 1973-ban megjelent könyv német nyelvű és bővített kiadása)
- Mänchen-Helfen, Otto (1992). Journey to Tuva. Ethnographics Press Monographs Series, edited by Gary Seaman, no. 5. Los Angeles: Univ. of Southern California Ethnographics Press. ISBN 1-878986-04-X

## Kapcsolódó szócikk
- Hunok